# Compsiluroides
Compsiluroides – rodzaj muchówek z rodziny rączycowatych (Tachinidae).

## Wybrane gatunki
- C. communis Mesnil, 1953[1]
- C. flavipalpis Mesnil, 1957[1]
- C. proboscis Chao & Sun, 1992[1]